# Fundata, Buzău
Fundata este un sat în comuna Lopătari din județul Buzău, Muntenia, România. Se află în partea de nord a județului, în zona Munților Buzăului.